# Tetragonisca
Tetragonisca es un género de himenópteros ápidos de la tribu Meliponini; son de las abejas sin aguijón más comunes. Tetragonisca angustula (Latreille, 1811), su nombre común proviene de la voz guaraní "jatei" (pronunciado "yateí"). De esta, a su vez, proviene su nombre en portugués: jataí; y en castellano: yateí. Este ápido es un forrajeador generalista muy eficiente nativo de la flora de América Central y Sudamérica. Se distribuye desde el sur de México al norte de Argentina. En la cordillera de los Andes, ha sido documentada hasta los 2000 m s.n.m. en Colombia, en la Caatinga Brasilera y en las regiones del nordeste de Brasil y en regiones amazónicas. En Colombia, su miel es muy apreciada y se le atribuye propiedades curativas, en especial para curar algunas enfermedades oculares.

## Ecología

Entrada al nido, por tubo, construido con cerumen, paredes finas. Nidos de cría horizontales o helicoidales, hay celdas reales. Involucro presente envolviendo el nido de cría. Ánforas pequeñas de 1,5 cm de altura (Nogueira-Neto, 1970). Tamaño de las colonias de 2000 a 5000 abejas. (Lindauer & Kerr, 1960). Pueden presentar un comportamiento agresivo, pellizcando la piel o enredándose en los cabellos, pero este comportamiento es breve.(Nogueira-Neto, 1970). Es una abeja fácil de criar, tanto en Costa Rica, Colombia, Brasil como en Argentina. (Nogueira-Neto, 1970).

## Especies
- Tetragonisca angustula. Latreille, 1811. Nombre común: Yateí, Jateí, Jataí (Brasil).
  - Tetragonisca angustula fiebrigi. (Schwarz) Mesepisternun amarillo. Se distribuye sudeste de Brazil (río Paraná, valle de San Pablo, parte del estado de Paraná y estado de Santa Catarina), Noreste de Argentina y Paraguay.
  - Tetragonisca angustula angustula. (Latreille). Mesepisternun negro. Se distribuye desde México a Argentina con algunas excepciones.
- Tetragonisca spinipes.
- Tetragonisca weyrauchi. Distribución Amazonas. Ver mapa

## Galería

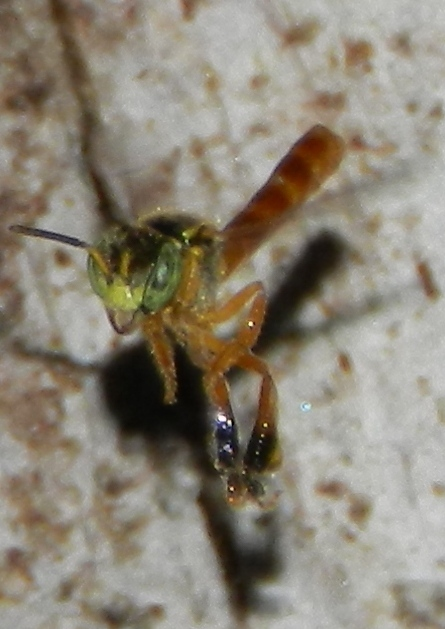
Tetragonisca El Crucero, Managua, Nicaragua.
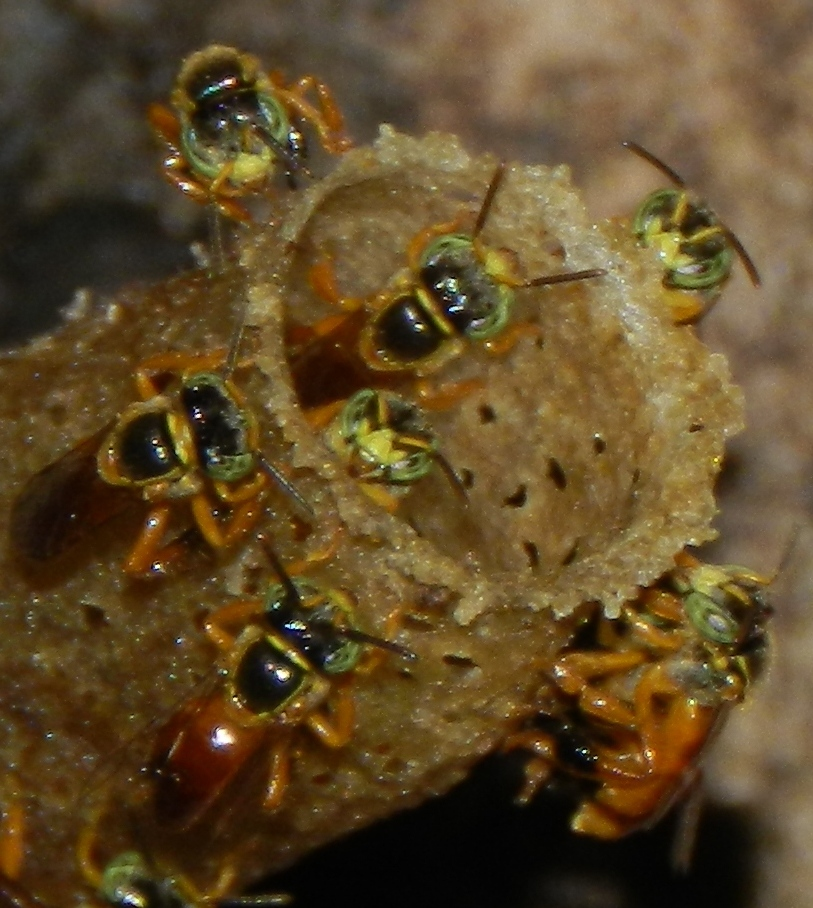
Tubo de entrada a un panal de Tetragonisca, El Crucero, Managua, Nicaragua.
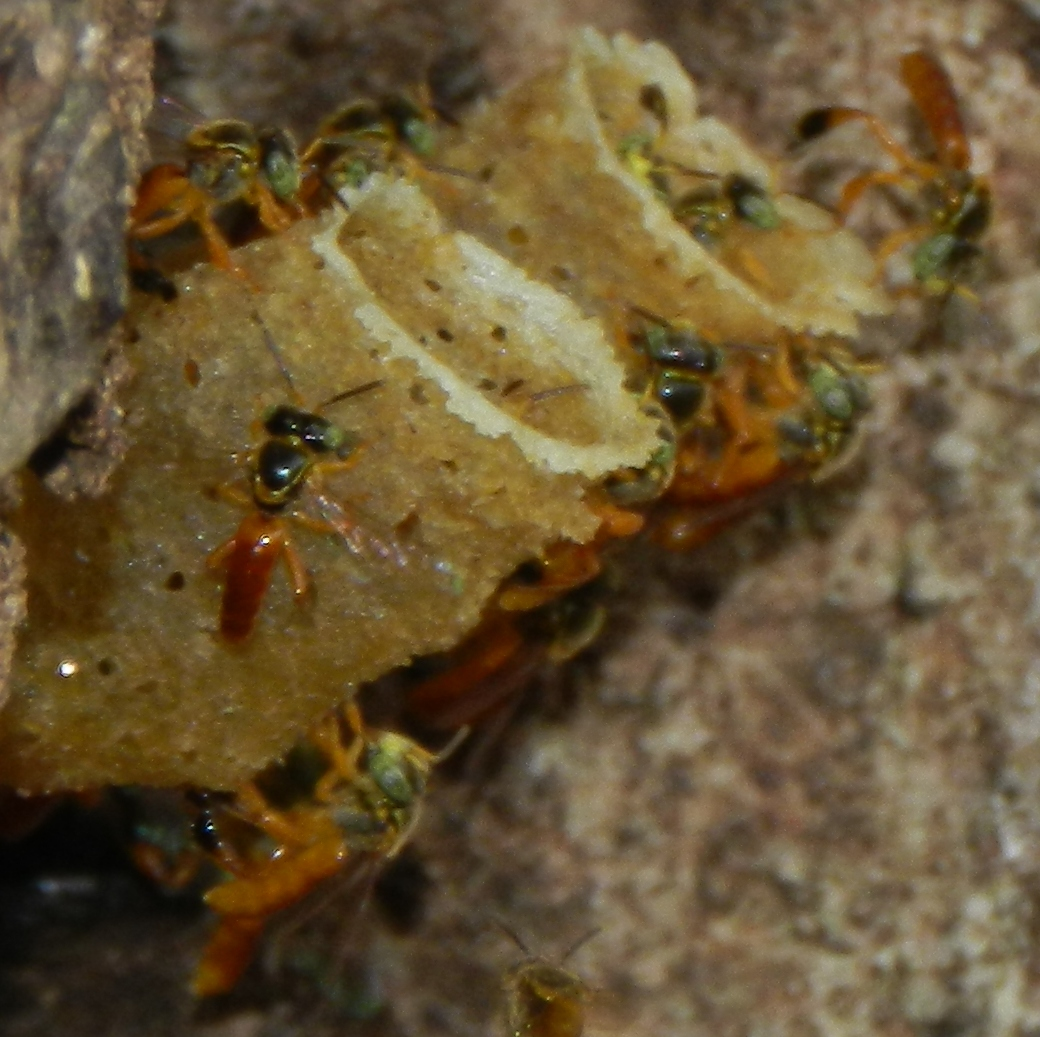
2 tubos de entrada a un panal de Tetragonisca, El Crucero, Managua, Nicaragua.